# Гвінн (Мічиган)
Гвінн (англ. Gwinn) — переписна місцевість (CDP) в США, в окрузі Маркетт штату Мічиган. Населення — 1784 особи (2020).

## Географія
Гвінн розташований за координатами 46°17′55″ пн. ш. 87°26′2″ зх. д. / 46.29861° пн. ш. 87.43389° зх. д. (46.298613, -87.433958).  За даними Бюро перепису населення США в 2010 році переписна місцевість мала площу 13,13 км², з яких 12,74 км² — суходіл та 0,39 км² — водойми.

## Демографія
Згідно з переписом 2010 року, у переписній місцевості мешкало 1917 осіб у 838 домогосподарствах у складі 568 родин. Густота населення становила 146 осіб/км².  Було 976 помешкань (74/км²).
Расовий склад населення:
| - 93,7 % — білих - 1,8 % — корінних американців - 1,0 % — чорних або афроамериканців - 0,9 % — азіатів |

До двох чи більше рас належало 2,3 %. Частка іспаномовних становила 1,7 % від усіх жителів.
За віковим діапазоном населення розподілялося таким чином: 20,8 % — особи молодші 18 років, 59,2 % — особи у віці 18—64 років, 20,0 % — особи у віці 65 років та старші. Медіана віку мешканця становила 46,2 року. На 100 осіб жіночої статі у переписній місцевості припадало 97,8 чоловіків;  на 100 жінок у віці від 18 років та старших — 97,4 чоловіків також старших 18 років.
Середній дохід на одне домашнє господарство  становив 50 345 доларів США (медіана — 43 348), а середній дохід на одну сім'ю — 55 605 доларів (медіана — 52 386). Медіана доходів становила 46 647 доларів для чоловіків та 29 531 долар для жінок. За межею бідності перебувало 10,4 % осіб, у тому числі 15,2 % дітей у віці до 18 років та 6,9 % осіб у віці 65 років та старших.
Цивільне працевлаштоване населення становило 873 особи. Основні галузі зайнятості: освіта, охорона здоров'я та соціальна допомога — 23,7 %, роздрібна торгівля — 19,4 %, науковці, спеціалісти, менеджери — 10,2 %, виробництво — 8,4 %.